# Rudolf Maliangkay
Rudolf Maliangkay (25 april 1943 – 13 oktober 2010) was een  Nederlandse correspondentieschaker en een schilder.  Bij de ICCF was hij, sinds1995, een grootmeester (GMc).
In 1992 was hij kampioen correspondentieschaak van Nederland. Naast schaker was hij ook schilder van schaakschilderijen. Rudolf Maliangkay opende meestal met de zet 1.e4, waarna het Siciliaans gespeeld kan worden. Andere schaakopeningen die zijn voorkeur hadden waren het Frans en de  Caro Kann. Hij overleed in oktober 2010.